# Point-IV-Programm

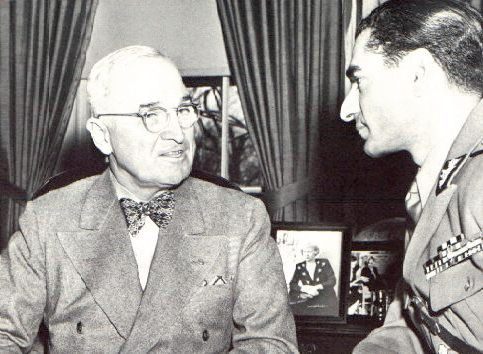
Präsident Truman und Mohammad Reza Schah Pahlavi

Das Point-IV-Programm war ein wirtschaftliches Wiederaufbauprogramm, das der Präsident der Vereinigten Staaten von Amerika Harry S. Truman in seiner Antrittsrede am 20. Januar 1949 angekündigt hatte. Es leitet seinen Namen aus der Tatsache ab, dass es als Punkt 4 der außenpolitischen Zielsetzungen Trumans genannt wurde. 
Das Point-IV-Programm war auf keine Region begrenzt. Ziel war es, den wirtschaftlichen Aufbau nach dem Zweiten Weltkrieg in Gang zu bringen. Für den Wiederaufbau Europas wurde am 16. April 1948 der Marshallplan beschlossen. Im Rahmen des am 23. Juni 1950 vom Advisory Committee on Foreign Aid beschlossenen Point-IV-Programms wurden bilaterale Abkommen zwischen den USA und mehreren Staaten Südamerikas sowie Israel und dem Iran geschlossen. Das Point-IV-Programm war für den wirtschaftlichen Aufbau Israels und Irans (asl-e chahar) nach dem Zweiten Weltkrieg von entscheidender Bedeutung. 
Am 19. Oktober 1950 wurde in Teheran zwischen dem amerikanischen Botschafter Hery F. Grady und Premierminister Hadsch Ali Razmara eine Vereinbarung im Rahmen des Point-IV-Programms unterzeichnet, mit der eine iranisch-amerikanische Kommission für die Entwicklung des ländlichen Raumes gegründet wurde. Im Rahmen des Point-IV-Programms wurden 12.000 Grundschul- und Gymnasiallehrer ausgebildet, 200 Schulen neu gebaut und 200 Schulen in Stand gesetzt.
Unter Präsident Dwight D. Eisenhower verlor das Programm an Bedeutung, da die unter dem Point-IV-Programm geschlossenen Wirtschaftsabkommen durch neue, teilweise weitergehende Abkommen ergänzt oder ersetzt wurden.